# Gibibyte
El gibibyte (apócope de giga binary byte, simbolizado GiB) es una unidad de información utilizada como un múltiplo del byte. 1 GiB equivale a 230 bytes = 1024 mebibyte (MiB) = 1 073 741 824 bytes.
No se debe confundir con el gigabyte (GB), pues a pesar de que están relacionados tienen valores diferentes según la base de la potencia para expresarlo:
- 1 GB = 109 bytes  = 1 000 000 000 bytes ≈ 0,93 GiB.
- 1 GiB = 230 bytes = 1 073 741 824 bytes ≈ 1,07 GB.

La introducción de este término intenta disipar la confusión común en torno a los medios de almacenamiento. Ya que ambos valores están relativamente cercanos, resulta fácil confundir uno con otro, y eso ha conducido en no pocas ocasiones a problemas aún discutidos por la comunidad informática. Por ejemplo, las unidades de almacenamiento como discos duros, pendrives y DVD suelen expresar su capacidad en la unidad con base decimal (más pequeña), es decir en GB, mientras que los sistemas operativos, como por ejemplo Windows, utilizan los valores en GiB (aunque en muchos casos se sigue usando igualmente la nomenclatura clásica de "GB" utilizada antes de la introducción de esta forma de medida). Eso ha producido la falsa percepción entre los usuarios de que las unidades del almacenamiento tuviesen menos espacio del declarado. Y esa ha sido una de las razones por las cuales se definieron los "GiB". 
Forma parte de la norma ISO/IEC 80000-13, antiguamente IEC 60027-2 (desde febrero del año 1999).